# Łyszczec

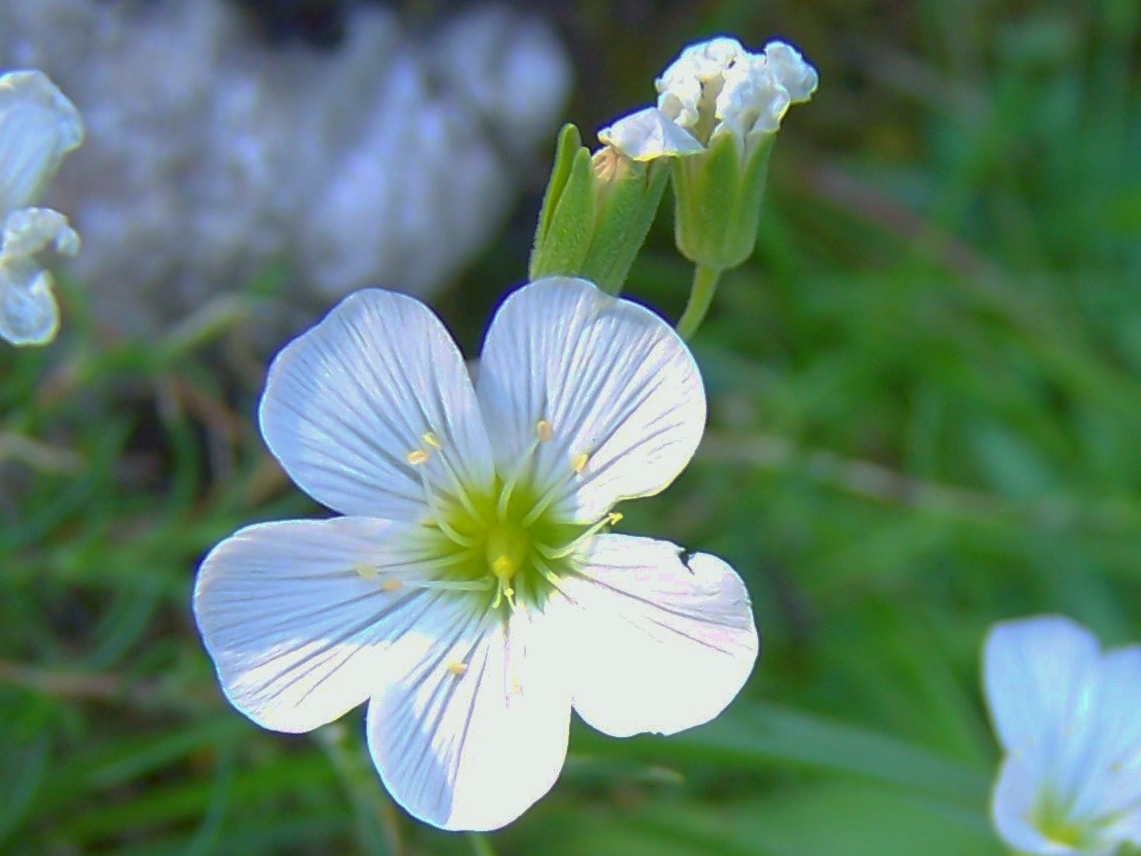
Kwiat gipsówki rozesłanej

Łyszczec, gipsówka (Gypsophila L.) – rodzaj roślin z rodziny goździkowatych. Obejmuje ok. 145 gatunków. Rośliny te występują w Europie, północnej Afryce, Azji i Australii, poza tym są szeroko rozprzestrzenione jako rośliny introdukowane. W Polsce rosną cztery gatunki rodzime, kilka innych dziczeje przejściowo, dwa gatunki introdukowane są zadomowione.
Nazwa gipsówka, będąca tłumaczeniem nazwy łacińskiej (gypsos = gips, philos = przyjaciel) wskazuje na przywiązanie wielu gatunków tych roślin do podłoża gipsowego. Występują zwykle na stokach suchych wzgórz, w miejscach skalistych. Niektóre gatunki uprawiane są jako ozdobne, w tym także na kwiaty cięte (zwłaszcza łyszczec nadobny i wiechowaty).

## Rozmieszczenie geograficzne
Zasięg rodzaju obejmuje wszystkie kontynenty Starego Świata. Liczne gatunki występują w Europie południowej (największe zróżnicowanie jest w Europie południowo-wschodniej) i Azji, nieliczne w Afryce północnej, Australii i Oceanii. Jako rośliny zawleczone obecne są w Ameryce Północnej i Południowej. We florze Polski rodzaj reprezentowany jest przez 8 gatunków, przy czym 4 z nich są rodzime. Dalszych kilkanaście gatunków spotykanych jest w uprawie.
Gatunki flory Polski
Pierwsza nazwa naukowa według listy krajowej, druga – obowiązująca według bazy taksonomicznej Plants of the World online (jeśli jest inna)
- łyszczec baldachogronowy Gypsophila fastigiata L.
- łyszczec lepki Gypsophila viscosa Murray – efemerofit
- łyszczec miękkowłosy Gypsophila pilosa Huds. – efemerofit
- łyszczec nadobny Gypsophila elegans M.Bieb. – efemerofit
- łyszczec polny Gypsophila muralis L. ≡ Psammophiliella muralis (L.) Ikonn.
- łyszczec rozesłany Gypsophila repens L.
- łyszczec trójdzielny Gypsophila perfoliata L. – antropofit zadomowiony
- łyszczec wiechowaty Gypsophila paniculata L.
- krowiziół zbożowy Vaccaria hispanica (Mill.) Rauschert ≡ Gypsophila vaccaria (L.) Sm. – antropofit zadomowiony

## Morfologia
PokrójRośliny jednoroczne, dwuletnie i byliny, nagie lub gruczołowato owłosione, czasem drewniejące u nasady. Korzeń tęgi, cienki lub czasem w ogóle nie wykształcony. Pędy u bylin często okazałe, silnie rozgałęzione (do 1 m wysokości i średnicy), nierzadko z korzeniami przybyszowymi wyrastającymi z węzłów. Łodygi prosto wzniesione lub tworzące darnie, nierzadko pokładające się.
LiścieNaprzeciwległe, u nasady nieco zrośnięte, bez przylistków. Na pędzie zwykle luźno rozmieszczone. Blaszka 1- lub 3–5-żyłkowa, o kształcie równowąskim, lancetowatym, jajowatym, owalnym lub łopatkowatym.
KwiatyBardzo liczne, obupłciowe i drobne, zebrane są w kwiatostany wierzchotkowate, wiechowate i baldachogrona. Nierzadko na szczytach odgałęzień kwiaty zebrane są dodatkowo w główkowate skupienia. Kwiatostany są rozpierzchłe lub skupione. Przysadki są błoniaste, czasem podobne do liści. Kielich o długości od 1 do 5 mm, zrosłodziałkowy, rurkowato-dzwonkowaty, mocno rozcięty (do 1/2) i zwieńczony 5 tępymi ząbkami. Działki zielone z purpurowo nabiegłą żyłką środkową, biało błoniaste między żyłkami. Płatki zwężone są w krótki i niezbyt wybitny paznokieć, nie posiadają przykoronka. Ich łatka jest zaokrąglona lub nieco wycięta, barwy białej lub jasnoróżowej. Pręcików 10, z miodnikami u nasady nitek. Słupek składa się z jednokomorowej zalążni i dwóch szyjek zakończonych brodawkowanymi znamionami.
OwoceTorebki kuliste do jajowatych, otwierają się 4 ząbkami. Zawierają od 4 do 36 kulisto-nerkowatych nasion.

## Systematyka

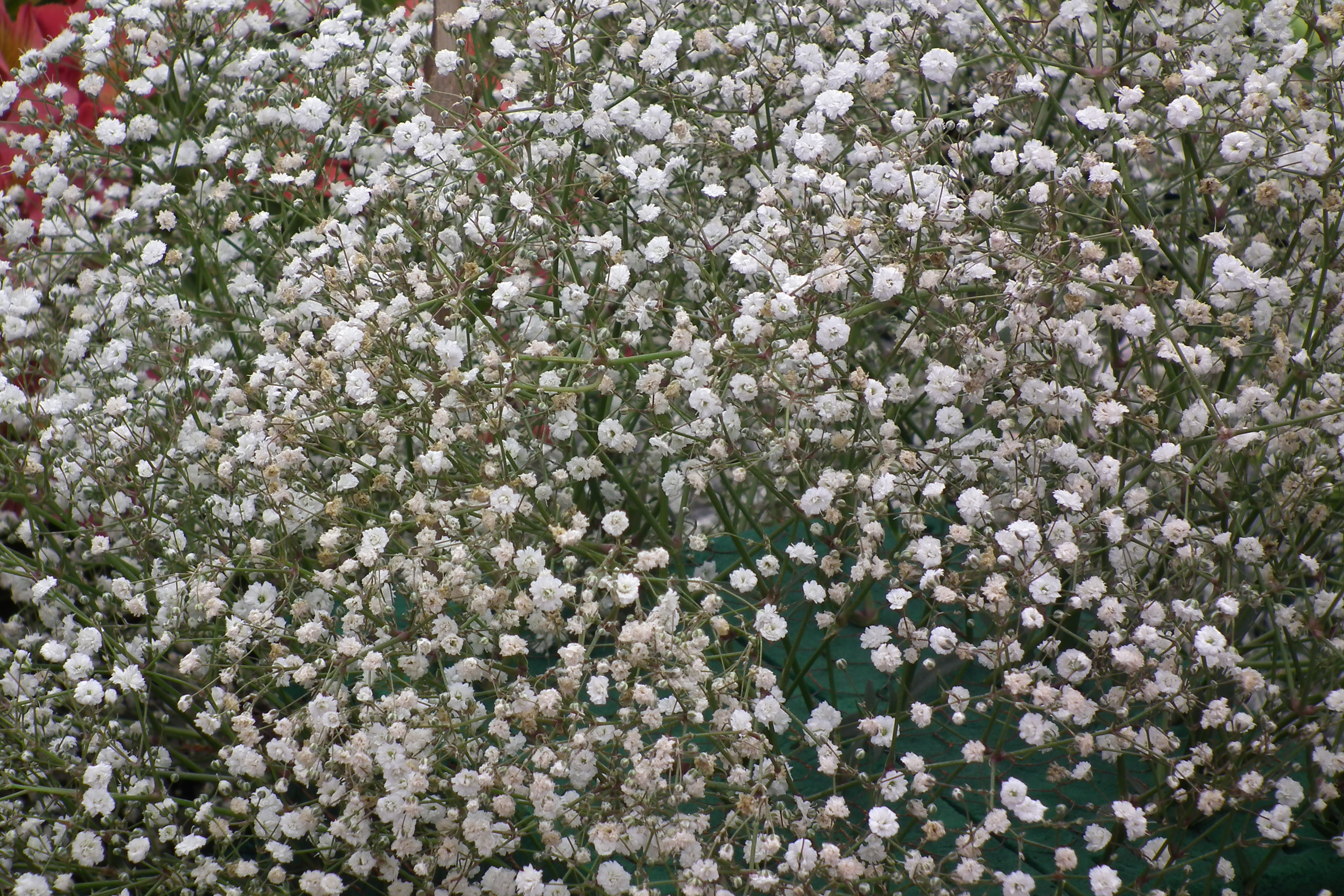
Łyszczec nadobny

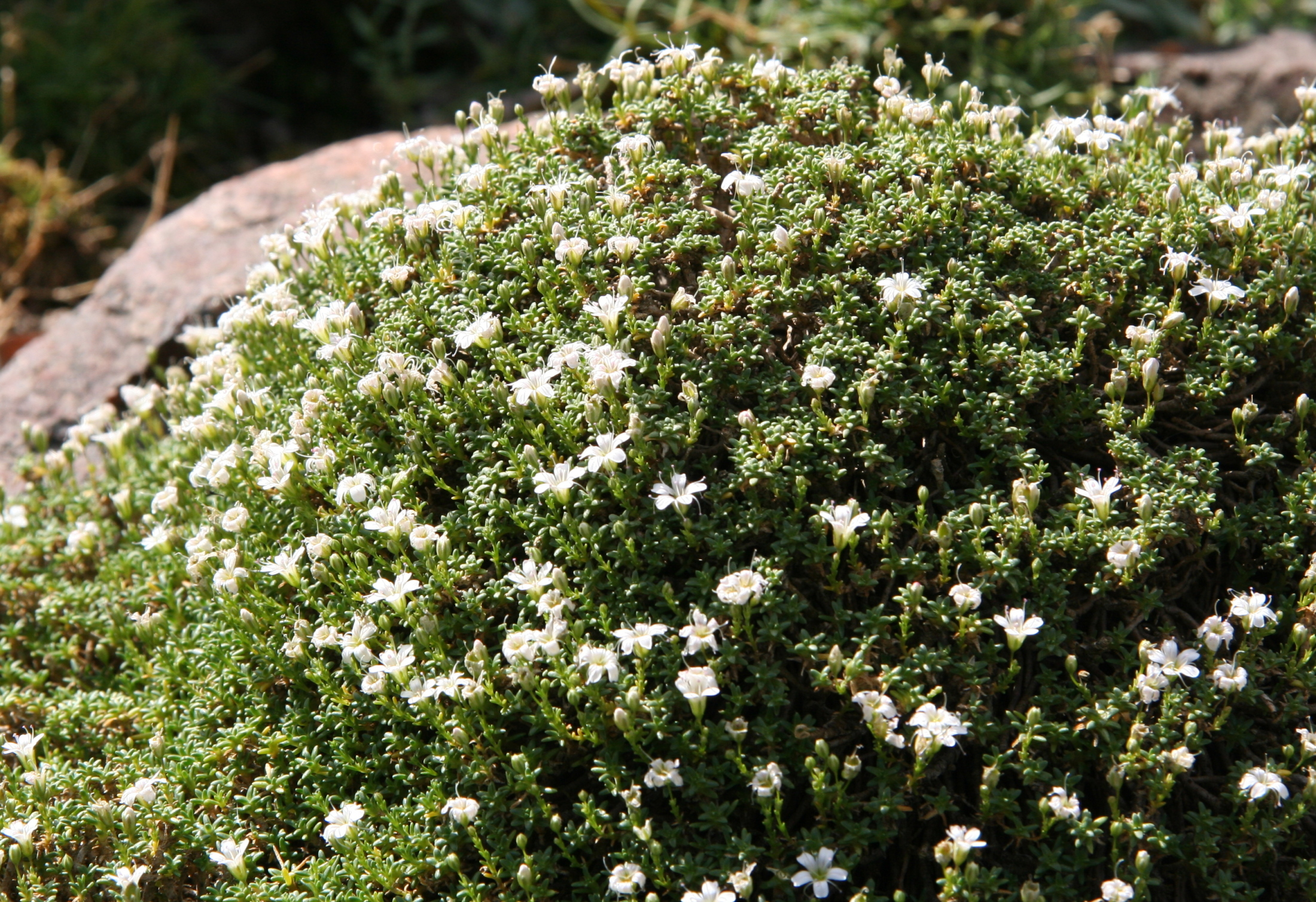
Poduszkowata darń Gypsophila aretioides

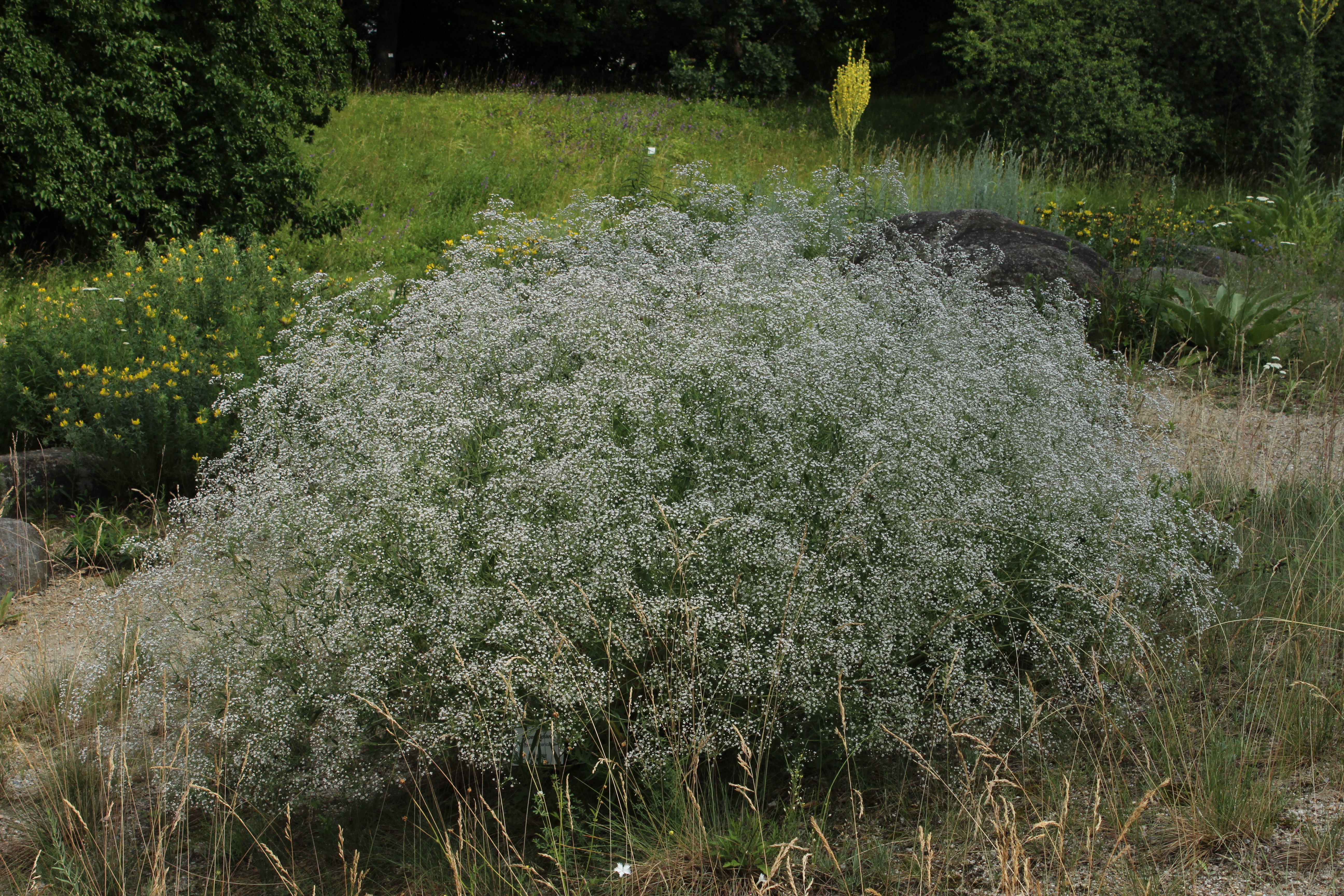
Pokrój łyszczca wiechowatego

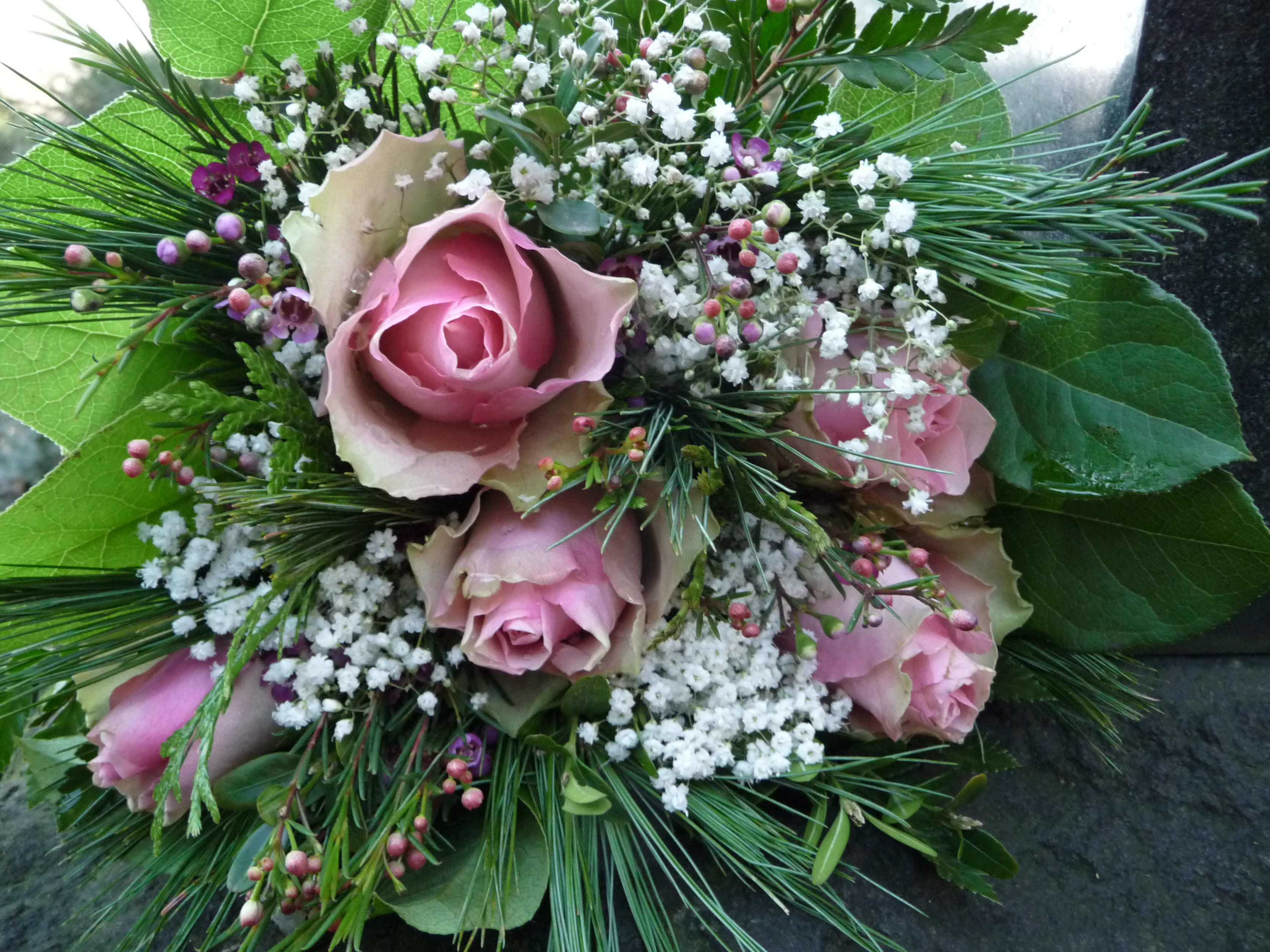
Łyszczec wiechowaty w bukiecie z różami

Rodzaj w tradycyjnym ujęciu miał charakter polifiletyczny. Zaliczany tu łyszczec polny G. muralis stanowi grupę siostrzaną kladu obejmującego rodzaje goździk Dianthus i goździcznik Petrorhagia. W efekcie takson ten wyodrębniony został w osobny rodzaj Psammophiliella. W obrębie kladu tworzonego przez gatunki z rodzaju łyszczec Gypsophila zagnieżdżony z kolei okazał się monotypowy rodzaj Vaccaria z gatunkiem krowiziół zbożowy, który w efekcie został włączony do rodzaju łyszczec pod nazwą Gypsophila vaccaria (L.) Sm.
Pozycja według APweb (aktualizowany system APG IV z 2016)
Rodzaj należy do rodziny goździkowatych (Caryophyllaceae), rzędu goździkowców (Caryophyllales) w obrębie dwuliściennych właściwych. W obrębie goździkowatych należy do podrodziny Caryophylloideae plemienia Caryophylleae.
Wykaz gatunków
- Gypsophila acantholimoides Bornm.
- Gypsophila acutifolia Steven ex Spreng. – łyszczec ostrolistny
- Gypsophila adenophora Boiss. & Buhse
- Gypsophila adenophylla Barkoudah
- Gypsophila afghanica Kandemir & Ghaz.
- Gypsophila altissima L. – łyszczec wysoki
- Gypsophila alvandica Falat., F.Ghahrem. & Assadi
- Gypsophila anatolica Boiss. & Heldr.
- Gypsophila aretioides Boiss.  – łyszczec dachówkowaty
- Gypsophila arrostii Guss.
- Gypsophila arsusiana (Kotschy ex Boiss.) F.N.Williams
- Gypsophila aucheri Boiss.
- Gypsophila aulieatensis B.Fedtsch.
- Gypsophila australis (Schltdl.) A.Gray
- Gypsophila babatagi (Ovcz.) Bondarenko
- Gypsophila baytopiorum Kit Tan
- Gypsophila bazorganica Rech.f.
- Gypsophila bellidifolia Boiss.
- Gypsophila bermejoi G.López
- Gypsophila bicolor (Freyn & Sint.) Grossh.
- Gypsophila bitlisensis Barkoudah
- Gypsophila brachypetala Trautv.
- Gypsophila briquetiana Schischk. – łyszczec Briqueta
- Gypsophila bucharica B.Fedtsch.
- Gypsophila capillaris (Forssk.) C.Chr.
- Gypsophila capitata M.Bieb.
- Gypsophila capituliflora Rupr.
- Gypsophila caricifolia Boiss.
- Gypsophila × castellana Pau
- Gypsophila cephalotes (Schrenk) F.N.Williams
- Gypsophila coelesyriaca (Boiss. & Hausskn.) F.N.Williams
- Gypsophila collina Steven ex Ser.
- Gypsophila curvifolia Fenzl
- Gypsophila damascena Boiss.
- Gypsophila davisii Barkoudah
- Gypsophila davurica Turcz. ex Fenzl
- Gypsophila diffusa Fisch. & C.A.Mey. ex Rupr.
- Gypsophila × digenea Borbás
- Gypsophila elegans M.Bieb. – łyszczec nadobny
- Gypsophila erikii Yıld.
- Gypsophila eriocalyx Boiss.
- Gypsophila farsensis Falat., Assadi & F.Ghahrem.
- Gypsophila fastigiata L. – łyszczec baldachogronowy
- Gypsophila fedtschenkoana Schischk.
- Gypsophila festucifolia Hub.-Mor.
- Gypsophila floribunda (Kar. & Kir.) Turcz. ex Fenzl
- Gypsophila germanicopolitana Hub.-Mor.
- Gypsophila glandulosa (Boiss.) Walp.
- Gypsophila glomerata Pall. ex Adams
- Gypsophila graminifolia Barkoudak
- Gypsophila guvengorkii Armağan, Özgökçe & A.Çelik
- Gypsophila gypsophiloides (Fenzl) Blakelock
- Gypsophila hakkiarica Kit Tan
- Gypsophila heteropoda Freyn
- Gypsophila hispida Boiss.
- Gypsophila huashanensis Tsui & D.Q.Lu
- Gypsophila imbricata Rupr.
- Gypsophila intricata Franch.
- Gypsophila iranica Barkoudah
- Gypsophila krascheninnikovii Schischk.
- Gypsophila laricina Schreb.
- Gypsophila lepidioides Boiss.
- Gypsophila leucochleana Hub.-Mor.
- Gypsophila libanotica Boiss. – łyszczec oleśnikowaty
- Gypsophila licentiana Hand.-Mazz.
- Gypsophila lignosa Hemsl. & Lace
- Gypsophila linearifolia (Fisch. & C.A.Mey.) Boiss.
- Gypsophila litwinowii Koso-Pol.
- Gypsophila lurorum Rech.f.
- Gypsophila macedonica Vandas
- Gypsophila melampoda Bien. ex Boiss.
- Gypsophila meyeri Rupr.
- Gypsophila modesta Bornm.
- Gypsophila mongolica Barkoudah
- Gypsophila mozaffarianii Negaresh
- Gypsophila mucronifolia Rech.f.
- Gypsophila munzurensis Armağan
- Gypsophila nabelekii Schischk.
- Gypsophila nana Bory & Chaub.
- Gypsophila neoszovitsiana Lazkov
- Gypsophila nodiflora (Boiss.) Barkoudah
- Gypsophila oblanceolata Barkoudah
- Gypsophila oldhamiana Miq.
- Gypsophila olympica Boiss.
- Gypsophila osmangaziensis Ataşlar & Ocak
- Gypsophila pacifica Kom. – łyszczec pacyficzny
- Gypsophila pallasii Ikonn.
- Gypsophila pallida Stapf
- Gypsophila paniculata L. – łyszczec wiechowaty
- Gypsophila papillosa Porta
- Gypsophila parva Barkoudah
- Gypsophila patrinii Ser.
- Gypsophila perfoliata L. – łyszczec trójdzielny
- Gypsophila persica Barkoudak
- Gypsophila peshmenii Güner
- Gypsophila petraea (Baumg.) Rchb.
- Gypsophila pilosa Huds. – łyszczec miękkowłosy
- Gypsophila pilulifera Boiss. & Heldr.
- Gypsophila pinifolia Boiss. & Hausskn.
- Gypsophila platyphylla Boiss.
- Gypsophila polyclada Fenzl ex Boiss.
- Gypsophila preobrashenskii Czerniak.
- Gypsophila pseudomelampoda Gauba & Rech.f.
- Gypsophila pseudopallida Falat., Assadi & F.Ghahrem.
- Gypsophila pulvinaris Rech.f.
- Gypsophila repens L. – łyszczec rozesłany
- Gypsophila reuteri (Boiss. & Hausskn.) F.N.Williams
- Gypsophila robusta Grossh.
- Gypsophila rupestris Kupr.
- Gypsophila ruscifolia Boiss.
- Gypsophila sambukii Schischk.
- Gypsophila saponarioides Bornm. & Gauba
- Gypsophila scorzonerifolia Ser. – łyszczec scorzonerolistny
- Gypsophila serpylloides Boiss. & Heldr.
- Gypsophila silenoides Rupr.
- Gypsophila simonii Hub.-Mor.
- Gypsophila simulatrix Bornm. & Woronow
- Gypsophila spathulifolia (Fisch. & C.A.Mey.) Fenzl
- Gypsophila spinosa D.Q.Lu
- Gypsophila steupii Schischk.
- Gypsophila struthium Loefl.
- Gypsophila syriaca Schischk.
- Gypsophila takhtadzhanii Schischk. ex Ikonn.
- Gypsophila tenuifolia M.Bieb. – łyszczec wąskolistny
- Gypsophila tomentosa L.
- Gypsophila torulensis Koç
- Gypsophila transalaica Ikonn.
- Gypsophila tschiliensis J.Krause
- Gypsophila tuberculosa Hub.-Mor.
- Gypsophila tubulifiera Bornm.
- Gypsophila tubulosa (Jaub. & Spach) Boiss.
- Gypsophila turcica Hamzaoğlu
- Gypsophila umbricola (J.R.I.Wood) R.A.Clement
- Gypsophila uralensis Less.
- Gypsophila vaccaria (L.) Sm. – krowiziół zbożowy
- Gypsophila vedeneevae Lepeschk. ex Botsch. & Vved.
- Gypsophila venusta Fenzl
- Gypsophila villosa Barkoudah
- Gypsophila vinogradovii Safonov
- Gypsophila virgata Boiss.
- Gypsophila viscosa Murray – łyszczec lepki
- Gypsophila volgensis Krasnova
- Gypsophila wendelboi Rech.f.
- Gypsophila wilhelminae Rech.f.
- Gypsophila xanthochlora Rech.f.
- Gypsophila yazdiana Falat., F.Ghahrem. & Assadi
- Gypsophila yusufeliensis Budak

Do rodzaju łyszczec zaliczane bywają niektóre gatunki uprawne klasyfikowane współcześnie w odrębnych rodzajach. Dotyczy to:
- łyszczec skalny, łyszczec Bungego Gypsophila bungeana D.Dietr.; Gypsophila petraea (Bunge) Fenzl ≡ Heterochroa petraea Bunge
- łyszczec rogownicowaty Gypsophila cerastioides D.Don ≡ Acanthophyllum cerastioides (D.Don) Madhani & Zarre

## Zastosowanie i uprawa
Wiele gatunków uprawianych jest jako rośliny ozdobne na rabatach, w ogrodach skalnych i na kwiaty cięte.
Rozmnażane są przez wysiew nasion, podział silnie rozrośniętych bylin i sadzonki.